# Axel Witsel
Axel Witsel (n. 12 ianuarie 1989, Liège, Valonia, Belgia) este un fotbalist belgian, care joacă pe post de mijlocaș defensiv sau fundaș central la Girona în La Liga. Pe plan internațional, are prezențe la națională pentru Belgia, Belgia U17⁠(d), Belgia U18⁠(d), Belgia U19⁠(d), Belgia U21⁠(d), Belgia U15⁠(d) și Belgia U16⁠(d). 

## Palmares

### Club
Standard Liege
- Prima Ligă Belgiană: 2007–08, 2008–09
- Cupa Belgiei: 2010–11
- Supercupa Belgiei: 2008, 2009

S.L. Benfica
- Taça da Liga: 2011–12

### Individual
- Cel mai bun tânăr fotbalist belgian: 2007–08
- Gheata de Aur a Belgiei: 2008